# 馬爾比斯 (阿拉巴馬州)
馬爾比斯（英語：Malbis）是一個位於美國阿拉巴馬州鮑德溫縣的非建制地區。該地的面積和人口皆未知。

## 地理
馬爾比斯的座標為30°39′21″N 87°51′07″W / 30.655833°N 87.851944°W，而該地最高點為海拔高度60米（即197英尺）。